# Scalair veld

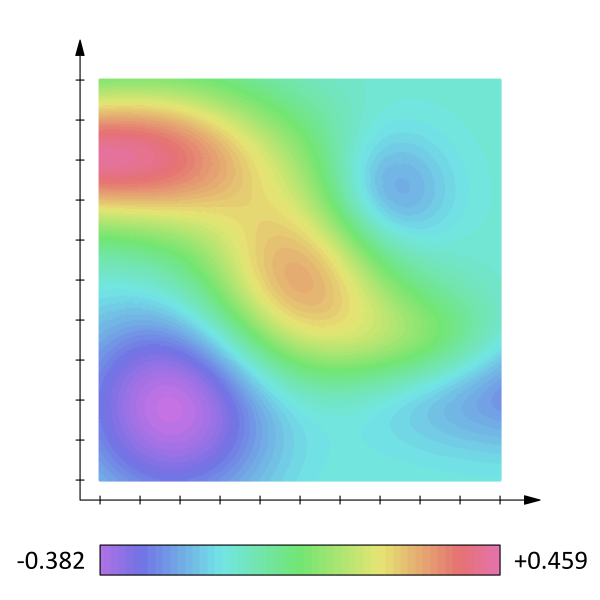
Scalair veld, waarbij de grootte van het veld als een kleurschakering wordt voorgesteld

In de wiskunde en de natuurkunde associeert een scalair veld een scalaire waarde met elk punt in de ruimte. Een scalair veld kan zowel wiskundig als natuurkundig van aard zijn. Scalaire velden worden in de natuurkunde gebruikt om scalaire grootheden in de ruimte weer te geven, zoals energie, luchtdruk, massa en temperatuur. 
Net zoals een scalair in de wiskunde en een scalair in de natuurkunde overeenkomen, zo is ook het scalaire veld in de differentiaalmeetkunde gedefinieerd, in abstracte zin identiek aan de niet-gekwantificeerde scalaire velden uit de natuurkunde.

## Definitie
Een scalair veld is een functie van {\displaystyle \mathbb {R} ^{n}} naar {\displaystyle \mathbb {R} }. Het is een functie die gedefinieerd is op de ruimte in {\displaystyle n} dimensies met reële waarden, die vlak is, dus een euclidische ruimte, of gekromd. Er wordt vaak voorgeschreven dat het scalaire veld continu of ten minste enkele keren differentieerbaar moet zijn, dat wil zeggen een klasse Ck-functie is.
Het scalaire veld kan worden gevisualiseerd als een {\displaystyle n}-dimensionale ruimte, waar aan elk punt in deze ruimte een reëel of complex getal is gekoppeld. 

## Afgeleide van een scalair veld
De afgeleide van een scalair veld resulteert in een vectorveld dat men de gradiënt noemt. In een driedimensionale ruimte:
{\displaystyle \mathrm {grad} \ \phi =\nabla \phi =\left({\frac {\partial \phi }{\partial x}},{\frac {\partial \phi }{\partial y}},{\frac {\partial \phi }{\partial z}}\right)}
Een veld dat op deze manier is bepaald, dus als gradiënt van een scalair veld, heet een conservatief vectorveld.